# H5N8
인플루엔자 A 바이러스 서브타입 H5N8(Influenza A virus subtype H5N8)은 인플루엔자 A의 아형(亞型)으로, 고병원성 조류 독감을 일으킨다.

## 사례
농림축산검역본부는 2014년 1월 17일 전북 고창에서 발병한 조류인플루엔자(AI)는 고병원성 H5N8형으로 최종 확진됐다.
| 년 도  | 국 가              | 종 류           |
| ------ | ------------------ | --------------- |
| 1983년 | 아일랜드           | 칠면조          |
| 2010년 | 중 국              | 청둥오리        |
| 2014년 | 한 국              | 집오리,가창오리 |
| 2014년 | 독일,영국,네덜란드 | 닭,오리         |

### 언론 보도
- 2014년 3월 17일 항체가 검출된 개가 무증상 감염발생.[2]
- 2014년 11월 4일 독일 북동부의 한 농장에서 한 농장에서 발견 후 16일 영국, 22일 네덜란드에서 발견.[3]

## 같이 보기
- 조류 인플루엔자